# Бараулин, Александр Адамович
Алекса́ндр Ада́мович Барау́лин (12 марта 1923 — 6 января 1980) — советский офицер, участник Великой Отечественной войны, командир батареи 22-го гвардейского артиллерийского полка 3-й гвардейской стрелковой дивизии 2-й гвардейской армии Южного фронта, гвардии старший лейтенант.
Герой Советского Союза (1.11.1943), полковник в отставке с 1967 года.

## Биография
Родился 12 марта 1923 года в деревне Георгиевка Томского уезда (ныне Томского района Томской области) в крестьянской семье. Русский. Окончил среднюю школу. Учился в Красноярском лесотехническом институте.
В Красной армии с 15 сентября 1940 года. В 1941 году окончил Томское артиллерийское училище. Член ВКП(б) с июля 1943 года. В действующей армии с апреля 1942 года. Дважды был ранен.
Командир батареи 22-го гвардейского артиллерийского полка (3-я гвардейская стрелковая дивизия, 2-я гвардейская армия, Южный фронт) гвардии старший лейтенант Александр Бараулин особо отличился в бою 28—30 сентября 1943 года при прорыве глубокоэшелонированной обороны противника на реке Молочная в районе города Мелитополя Запорожской области Украины.
Огнём прямой наводки артиллерийская батарея, вверенная гвардии старшему лейтенанту Бараулину А. А., уничтожила четыре орудия, восемь миномётов, четырнадцать пулемётных точек и большое количество живой силы противника.
В критический момент боя отважный офицер повёл артиллеристов и пехотинцев в контратаку.
Указом Президиума Верховного Совета СССР от 1 ноября 1943 года «за образцовое выполнение боевых заданий командования на фронте борьбы с немецкими захватчиками и проявленные при этом мужество и геройство» гвардии старшему лейтенанту Бараулину Александру Адамовичу присвоено звание Героя Советского Союза с вручением ордена Ленина и медали «Золотая Звезда» (№ 1285).
До конца войны был офицером разведки и командовал дивизионом. После войны А. А. Бараулин продолжал службу в армии. В 1951 году он окончил Военную академию имени Ф. Э. Дзержинского. С 1967 года полковник Бараулин А. А. — в отставке.
Жил в городе Тирасполе Молдавской ССР. Работал преподавателем автомобильной школы ДОСААФ. Скончался 6 января 1980 года.

## Награды и звания
- Медаль «Золотая Звезда» Героя Советского Союза (№ 1285)
- Орден Ленина
- Орден Красного Знамени (22 апреля 1945)
- Орден Отечественной войны I степени (21 сентября 1943)
- Два ордена Красной Звезды (21 декабря 1944, 30 декабря 1956)
- Медали, в том числе:
  - Медаль «За оборону Сталинграда»
  - Медаль «За боевые заслуги» (15 ноября 1950)
  - Медаль «За победу над Германией в Великой Отечественной войне 1941—1945 гг.» (12 августа 1945)
  - Юбилейная медаль «Двадцать лет Победы в Великой Отечественной войне 1941—1945 гг.»
  - Юбилейная медаль «Тридцать лет Победы в Великой Отечественной войне 1941—1945 гг.»

- Почётный гражданин города Мелитополя.

## Память
- Похоронен на кладбище «Дальнее» города Тирасполя.